# Mononuklidický prvek
Mononuklidický prvek je chemický prvek, který má pouze jeden izotop s významným výskytem (oproti jiným izotopům téhož prvku) v přírodě. Existuje jich celkem 22, z toho tři (bismut, thorium a protaktinium) nemají žádný stabilní izotop. Podobným pojmem je monoizotopický prvek, což je prvek s jediným stabilním izotopem.

## Využití
Mononuklidické prvky jsou významné tím, že lze velmi přesně určit jejich relativní atomovou hmotnost, jelikož je zde minimální nejistota ohledně izotopového složení prvku v daném vzorku.
V praxi se takto využívá jen 11 mononuklidických prvků: sodík, hliník, fosfor, skandium, mangan, kobalt, cesium, terbium, zlato, bismut a thorium.

## Kontaminace nestabilními stopovými izotopy
V přírodních vzorcích některých mononuklidických prvků se nacházejí stopová množství jejich radioaktivních (případně méně stabilních) izotopů; příklady mohou být beryllium-10, radioizotop s poločasem přeměny 1,4 milionu let, který je vytvářen působením kosmického záření ve vyšších vrstvách atmosféry Země, jod-129 (poločas 15,7 milionu let) vznikající různými kosmogenními a jadernými mechanismy a 137Cs vznikající při jaderném štěpení.

## Seznam mononuklidických prvků
Zdroj: 
| Prvek        | Nuklid | Z (p) | N (n) | Hmotnost izotopu (u) |
| ------------ | ------ | ----- | ----- | -------------------- |
| beryllium    | 9Be    | 4     | 5     | 9,012 182(3)         |
| fluor        | 19F    | 9     | 10    | 18,998 403 2(5)      |
| sodík        | 23Na   | 11    | 12    | 22,989 770(2)        |
| hliník       | 27Al   | 13    | 14    | 26,981 538(2)        |
| fosfor       | 31P    | 15    | 16    | 30,973 761(2)        |
| skandium     | 45Sc   | 21    | 24    | 44,955 910(8)        |
| mangan       | 55Mn   | 25    | 30    | 54,938 049(9)        |
| kobalt       | 59Co   | 27    | 32    | 58,933 200(9)        |
| arsen        | 75As   | 33    | 42    | 74,921 60(2)         |
| yttrium      | 89Y    | 39    | 50    | 88,905 85(2)         |
| niob         | 93Nb   | 41    | 52    | 92,906 38(2)         |
| rhodium      | 103Rh  | 45    | 58    | 102,905 50(2)        |
| jod          | 127I   | 53    | 74    | 126,904 47(3)        |
| cesium       | 133Cs  | 55    | 78    | 132,905 45(2)        |
| praseodym    | 141Pr  | 59    | 82    | 140,907 65(2)        |
| terbium      | 159Tb  | 65    | 94    | 158,925 34(2)        |
| holmium      | 165Ho  | 67    | 98    | 164,930 32(2)        |
| thulium      | 169Tm  | 69    | 100   | 168,934 21(2)        |
| zlato        | 197Au  | 79    | 118   | 196,966 55(2)        |
| bismut       | 209Bi  | 83    | 126   | 208,980 38(2)        |
| thorium      | 232Th  | 90    | 142   | 232,038 1(1)         |
| protaktinium | 231Pa  | 91    | 140   | 231,035 88(2)        |